# 諏訪站
諏訪站（日语：／ Suwa eki */?）是位於長崎縣大村市諏訪三丁目47番，九州旅客鐵道（JR九州）的大村線車站。

## 車站構造
車站是一座地面車站，設有1面1線的單式月台。車站大設有小型車站大樓，在車站啟用時已經存在。
此站為無人車站。曾經此站是業務委託車站，委托JR九州鐵道營業負責車站業務，當時設有POS終端。

## 歷史
- 1989年3月11日：車站啟用。
- 2012年12月1日：包括此站之內，於長崎地區19個車站引入了SUGOCA[1]。
- 2013年3月16日：成為無人車站。
- 2017年8月6日：由於在建設九州新幹線西九州路線時，高架橋發現障礙，使大村線走線需向西邊移動，此站需使用臨時月台[2]。

## 使用狀況
在2010年度，1日平均乘車人次為244人。2016年起，由於平均每日乘車人數未能達至JR九州首300位，因此並未有實際的數字，但因仍達至100人或以上的水平，所以仍會於顯示於排行榜附表內。
| 乘車人次變化 | 乘車人次變化 |
| 年度         | 1日平均人次  |
| ------------ | ------------ |
| 2000         | 276          |
| 2001         | 249          |
| 2002         | 233          |
| 2003         | 247          |
| 2004         | 227          |
| 2005         | 222          |
| 2006         | 225          |
|              |              |
| 2010         | 244          |
|              |              |
| 2016         | 246          |
|              |              |
| 自2018起     | >100         |

## 相鄰車站
九州旅客鐵道（JR九州）
■大村線
■快速「Sea Side Liner」、■區間快速「Sea Side Liner」
通過
■普通
新大村－諏訪－大村

## 外部連結
- JR九州諏訪站 （页面存档备份，存于）